# Live in Concert (EP de Wiz Khalifa & Currensy)
Live in Concert é um EP colaborativo entre os rapper's Wiz Khalifa e Currensy. O EP foi lançado em 20 de Abril de 2013, por Jet Life Recordings e Rostrum Records.

## Faixas
| N.º            | Título             | Duração |  |
| 1.             | "Cabana"           | 3:03    |  |
| 2.             | "Landing"          | 3:39    |  |
| 3.             | "The Blend"        | 3:59    |  |
| 4.             | "Toast"            | 3:47    |  |
| 5.             | "Revenge and Cake" | 5:08    |  |
| 6.             | "For Her"          | 4:32    |  |
| Duração total: | Duração total:     | 24:08   |  |

## Desempenho comercial e critica
| Críticas profissionais | Críticas profissionais |
| Avaliações da crítica  | Avaliações da crítica  |
| Fonte                  | Avaliação              |
| ---------------------- | ---------------------- |
| HipHopDX               | [ 2 ]                  |
| XXL                    | (L)                    |

O Extended play alcançou a posição 30 na Billboard 200 com 13,000 copias vendidas na primeira semana. Na segunda semana teve vendas de 4,200 copias, totalizando  18,000 exemplares vendidos. 
A HipHopDX avaliou o álbum dando 3 estrelas de 5, mesma avaliação feita pela revista XXL.

## Desempenho nas paradas
| Paradas (2013)                                | Melhor posição |
| --------------------------------------------- | -------------- |
| Estados Unidos (Billboard 200)                | 30             |
| Estados Unidos (Billboard Top Digital Albums) | 9              |
| Estados Unidos (Top R&B/Hip Hop Albums)       | 8              |
| Estados Unidos (Top Rap Albums)               | 7              |

## Ligações externa
- Live in Concert - Wiz Khalifa & Currensy no Allmusic